# Bunarićko proštenje
Bunarićko proštenje je tradicionalno rimokatoličko misno slavlje bačkih Hrvata u pokrajini Vojvodini u Srbiji. Spada među najveća godišnja okupljanja Hrvata katolika.
Održava se svake godine zadnje nedjelje u mjesecu kolovozu.
Posvećeno je Mariji Majci Božjoj, a slavi ga se na marijanskom svetištu na Bunariću, na kojem hodočaste i pravoslavci.

Svetište se nalazi na obodu Palićkog jezera.
Obično se njime označava i kraj žetvenih svečanosti u bačkih Hrvata (Dužijanca, Dužionica).
Ovo misno slavlje nadilazi lokalna obilježja i granice, jer je od velikog značaja za očuvanje nacionalnog identiteta Hrvata na sjeveru Vojvodine. Zbog svoje velike značajnosti, u pravilu su ovom misnom slavlju nazočna i diplomatska izaslanstva ih Hrvatske, zatim hrvatskih ustanova i organizacija iz Vojvodine i diljem Srbije, uz neizostavno čelništvo općine domaćina, općine Subotica.
Nije neuobičajeno da misu (na hrvatskom) služe i nadbiskupi, apostolski nunciji. Također, što naglašava ekumensku važnost ovog mjesta, na ovom misi biva nazočan i vladika Srpske pravoslavne crkve.
Mađari Bunarić zovu Szentkút.
Po predaji, puk je počeo dolaziti na Bunarić kad se pročulo da je jedna slijepa žena, umivši se na tom izvoru, progledala. Već 1893. se postavilo križ, a 1896. i kapela. U početku se mise održavalo na hrvatskom, njemačkom i mađarskom jeziku.

Liturgijsko štovanje na Bunariću je uveo biskup Lajčo Budanović.

Zbog rastućeg zanimanja vjernika za ovo mjesto, Blaško Rajić je ishodio od gradskih vlasti zemljište.

Otkad je biskup Matija Zvekanović 1968. s hodočašća u Siracusi donio kopiju Gospe od Siracuse, u njenu čast se održava proštenje.

Zbog velike blizine, vremenom su lokalni vjernici sve manje išli na hodočašća u svetišta u koja su do tada tradicionalno išli, Jud (mađ. Maria Gyud) kod Harkanja u Mađarskoj i Aljmaš kod Osijeka u Hrvatskoj.
U ovom se marijanskom svetištu održava godišnja glazbena manifestacija malih župnih zborova Zlatna harfa.

## Vanjske poveznice
- Hrvatska riječ[neaktivna poveznica] Predstoji hodočašće na Bunarić
- Misno slavlje  Arhivirana inačica izvorne stranice od 27. rujna 2007. (Wayback Machine) na subotica.info
- Proštenje na Bunariću 2007.  Arhivirana inačica izvorne stranice od 29. ožujka 2016. (Wayback Machine)
- Subotička biskupija  Arhivirana inačica izvorne stranice od 15. veljače 2021. (Wayback Machine) Slika s proštenja
- (srp.) Subotičke novine[neaktivna poveznica] Pod istom zastavom